# Prats-Saint-Thomas
Prats-Saint-Thomas  est une ancienne commune des Pyrénées-Orientales, aujourd'hui rattachée à Fontpédrouse.

## Géographie

### Localisation
L'ancienne commune de Prats-Saint-Thomas est située à l'ouest de Fontpédrouse.

### Hydrographie
Le nord de la commune est traversé d'ouest en est par la Têt.

## Histoire
La commune de Prats-Saint-Thomas a été créée vers 1793 par la fusion des hameaux de Prats Balaguer et de Saint-Thomas.
La commune de Prats-Saint-Thomas est rattachée à celle de Fontpédrouse le 26 juin 1822.
Une partie du hameau est victime de glissements de terrain à la suite d'importantes précipitations en décembre 1932.

## Politique et administration

### Canton
En 1790, la commune de Prats-Saint-Thomas est intégrée dans le canton d'Olette. Elle en est rapidement détachée pour rejoindre en 1793 le nouveau canton de Mont-Louis. Elle demeure dans le même canton lors de son rattachement à Fontpédrouse en 1822,.

### Liste des maires
| Période | Période | Identité       | Étiquette | Qualité |
| ------- | ------- | -------------- | --------- | ------- |
| 1796    | 1797    | Jean Courtie   |           |         |
| 1797    | 1800    | Thomas Mone    |           |         |
| 1800    | 1807    | Just Courtie   |           |         |
| 1807    | 1816    | Michel Goubern |           |         |
| 1816    | 1819    | Courtie        |           |         |
| 1819    | 1821    | Mone           |           |         |
| 1821    | 1821    | Rouquet        |           |         |
| 1821    | 1821    | Blanque        |           |         |

## Démographie
La population est exprimée en nombre de feux (f) ou d'habitants (H).
| 1358 | 1365 | 1515 | 1720 | 1767  | 1774 | 1789 | 1793  | 1794  |
| ---- | ---- | ---- | ---- | ----- | ---- | ---- | ----- | ----- |
| 37 f | 36 f | 5 f  | 21 f | 185 H | 46 f | 38 f | 147 H | 151 H |

| 1796  | 1800  | 1804  | 1806  | 1820  | - | - | - | - |
| ----- | ----- | ----- | ----- | ----- | - | - | - | - |
| 126 H | 165 H | 198 H | 225 H | 219 H | - | - | - | - |

Notes : 
- En 1378, 1424 et 1553, Prats et Saint-Thomas sont comptées avec Fontpédrouse ;
- À partir de 1826, les habitants de Prats-Saint-Thomas sont recensés avec ceux de Fontpédrouse.

## Culture locale et patrimoine

### Lieux et monuments
- Église de la Trinité et Sainte-Marie de Prats-Balaguer, du XIe siècle.
- Vestiges du château de Prats-Balaguer, à 0,2 km au sud du village.

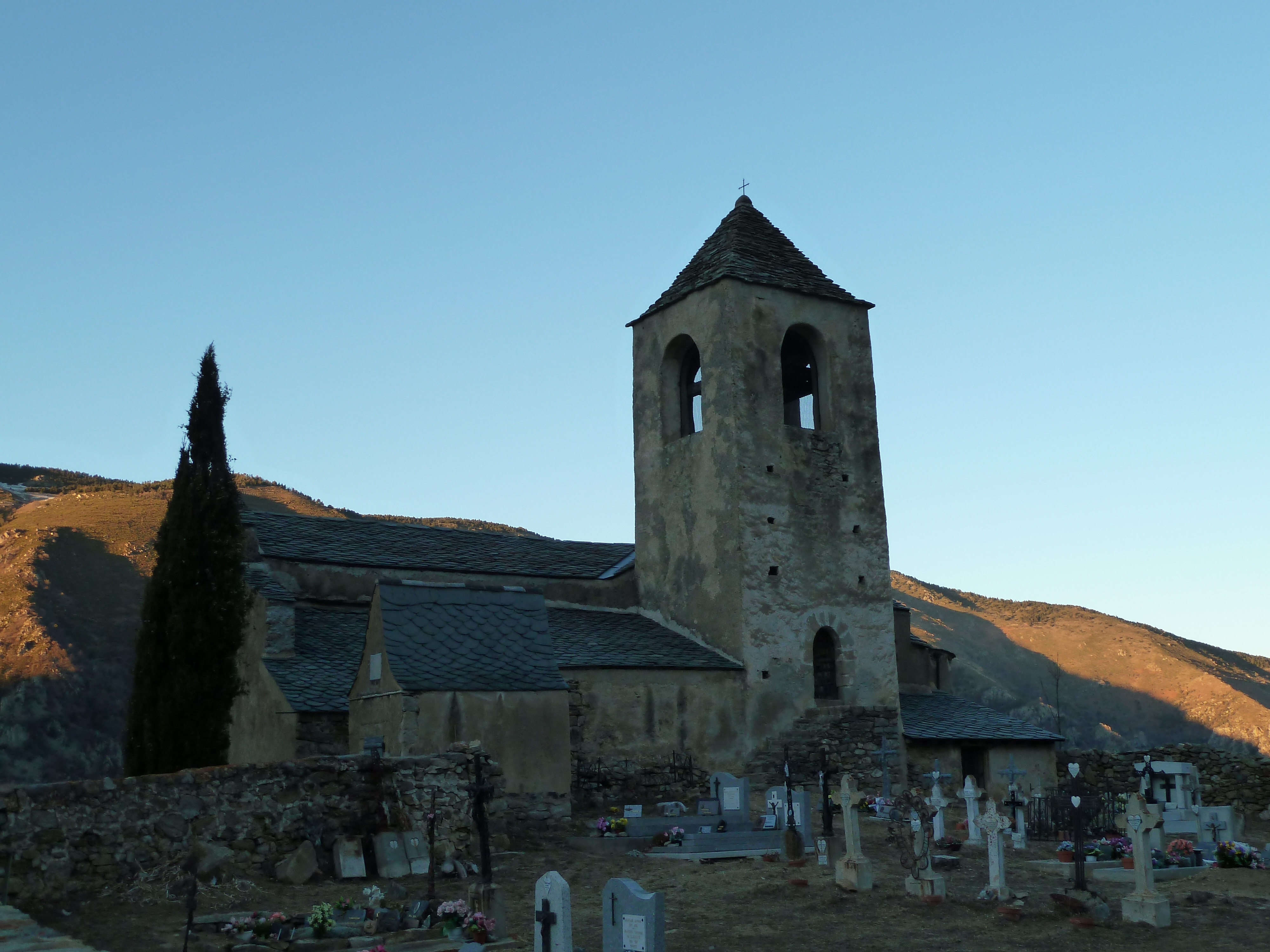
L'église de la Trinité et Sainte-Marie de Prats-Balaguer